# Геа Челониа
„Геа Челониа“ е първият в България център за рехабилитация и размножаване на костенурки, създаден през 2007 г.
Известен е с това, че е първата неправителствена организация, посветена на опазването и изучаването на двата вида сухоземни костенурки в страната – шипобедрена и шипоопашата (Testudo graeca ibera и Testudo hermanni boettgeri). Нарича се още Спасителен център „Защита на костенурки“.

## Местоположение
Центърът е разположен в полите на Стара планина, близо до село Баня, на 25 км от гр. Несебър, между Обзор и Слънчев бряг, на 6 км. от Иракли. Центърът е изграден изцяло на базата на лични средства, на територията на личен имот в селото.

## Признателност
Фондацията, развиваща се под името „Геа Челониа“ получава приз от Министерството на околната среда и водите, като единствено екипът й има разрешение да извършва полеви и научни изследвания на територията на България. Най-голямото постижение до момента е, че центърът за костенурки е номиниран за Годишните награди за биоразнообразие и климат 2021 г.

## Цели и идеи
Мотивацията да се популяризира този център идва от желанието да се изучава, опазва, възстановява и съхранява популацията на костенурките. Предлагат се образователни програми за деца, създават се възможности за различни стажове за ученици и студенти и се разглеждат възможности за осиновяване на костенурки.

## Благотворителност
„Геа Челониа“ дава поле за изява на всеки доброволец, който има интерес към костенурките и техният живот. През 2021 г. стартира кампания за изграждане на костенуркова лечебница. Наред с нея протича инициативата „Подари топла черупка“.